# O Globo
O Globo és un diari fundat el 29 de juliol de 1925 amb seu a Rio de Janeiro (Brasil). És el 2n diari amb major tirada del país i amb major nombre de lectors en la versió en línia.
Fou fundat pel periodista Irineu Marinho, propietari del diari vespertí A Noite. Per intentar ampliar el públic del diari creà un nou diari matutí. A la mort d'Irineu, poques setmanes després de la fundació del diari (21 d'agost), aquest fou heretat pel seu fill Roberto Marinho, qui liderà l'empresa fins a la seva mort el 2003. Gràcies a l'èxit del diari, aconseguí un ascensió econòmica i política que creà un conglomerat de mitjans de comunicació, el Grupo Globo, que avui dia agrupen una televisió (TV Globo), una ràdio i l'Editorial Globo, entre d'altres.

Seu del diari en el día del cop militar de 1964.

Es considera que la seva línia editorial és conservadora. En el passat, O Globo va donar suport als cops militars de 1930 i 1964. El 1986, el consorci va rebre el Premi Príncep d'Astúries de Comunicació i Humanitats per la «considerable tasca comunicativa duta a terme en l'àmbit de la premsa, ràdio i televisió al món iberoamericà».